# 拉兰布拉
拉兰夫拉，是西班牙安达卢西亚自治区科尔多瓦省的一个市镇。总面积135平方公里，总人口7282人（2001年），人口密度54人/平方公里。